# Taurus Records (jazzlabel)
Taurus Records was een Noors platenlabel waarop experimentele-jazz-platen uitkwamen. Het was een dochter van het door Bjorn Petersen opgerichte Gemini Records.

## Discografie
| Catalogus- nummer | Artiest                                                            | Titel                                          | Verschijnings- datum | Drager |
| ----------------- | ------------------------------------------------------------------ | ---------------------------------------------- | -------------------- | ------ |
| TRCD 825          | Dag Arnesen, Kåre Garnes, Odd Riisnæs, Tom Olstad                  | Speak Low                                      | 1988                 | lp     |
| TRCD 826          | Bill Holman, The Norwegian Radio Big Band                          | The Norwegian Radio Big Band Meets Bill Holman | 1987                 | cd     |
| TRLP 827          | Jon Gordon                                                         | Beginnings and Endings                         | 1989                 | lp     |
| TRCD 828          | Odd Riisnæs Quartet                                                | Thoughts                                       | 1990                 | cd     |
| TRCD 829          | Dag Arnesen Quintet                                                | The Day After                                  | 1990                 | cd     |
| TRCD 830          | Dag Arnesen, Terje Gewelt, Svein Christiansen feat. Wenche Gausdal | Photographs                                    | 1992                 | cd     |
| TRCD 831          | Odd Riisnæs                                                        | Another Version                                | 1993                 | cd     |
| TRCD 832          | Dag Arnesen, Terje Gewelt, Svein Christiansen                      | Movin'                                         | 1994                 | cd     |
| TRCD 833          | Sigurd Ulveseth Quartet                                            | To Wisdom, the Prize                           | 1995                 | cd     |
| TRCD 834          | Marit Sandvik & Jazz I Nord                                        | Song, Fall Soft                                | 1995                 | cd     |
| TRCD 835          | Odd Riisnæs Project                                                | Your Ship                                      | 1996                 | cd     |
| TRCD 836          | OJH Quartet                                                        | Touch of Time                                  | 1997                 | cd     |
| TRCD 837          | Sigurd Ulveseth                                                    | Infant Eyes                                    | 1997                 | cd     |
| TRCD 838          | Espen Rud                                                          | Rudlende                                       | 1998                 | cd     |
| TRCD 839          | Ivar Antonsen                                                      | Double Circle                                  | 1999                 | cd     |
| TRCD 840          | Ivar Antonsen                                                      | Dream Come True / Andy LaVerne & Ivar Antonsen | 2000                 | cd     |
| TRCD 842          | Ole Jacob Hystad Quartet                                           | Touch of Time                                  | 2002                 | cd     |
| TRCD 843          | Marit Sandvik Band                                                 | Even Then (Mother Song)                        | 2002                 | cd     |
| TRCD 844          | Atle Nymo Frode Nymo Quartet feat. Roger Kellaway                  | Inner Urge                                     | 2004                 | cd     |
| TRCD 845          | Dag Arnesen, Terje Gewelt, Pål Thowsen                             | Time Enough                                    | 2005                 | cd     |
| TRCD 846          | Bossa Nordpå, Marit Sandvik                                        | Uma Onda No Mar                                | 2005                 | cd     |
| TRCD 847          | John Pål Inderberg                                                 | Sval Draum                                     | 2005                 | cd     |
| TRCD 848          | Roger Johansen                                                     | Evening Songs                                  | 2005                 | cd     |
| TRCD 565          | Wenche Gausdal                                                     | Den lille forskjellen ...                      | 2004                 | cd     |